# Code 9
 (mars 2024).
Si vous disposez d'ouvrages ou d'articles de référence ou si vous connaissez des sites web de qualité traitant du thème abordé ici, merci de compléter l'article en donnant les références utiles à sa vérifiabilité et en les liant à la section « Notes et références ».
Code 9 (Spooks: Code 9) est une série télévisée britannique en six épisodes de 52 minutes, créée par David Wolstencroft et diffusée entre le 10 août et le 7 septembre 2008 sur BBC Three.
En France, la série a été diffusée à partir du 28 décembre 2009 sur Série Club, et au Québec à partir du 19 mars 2012 sur Ztélé. 
Code 9 est une spin-off de MI-5. La série est tournée à Leeds et Bradford.

## Synopsis
Une attaque nucléaire a anéanti la ville de Londres lors de la cérémonie d'ouverture des Jeux olympiques d'été de 2012. Transféré à Manchester, le gouvernement ouvre de nouveaux bureaux du MI5 à travers tout le pays afin d'éviter de nouvelles attaques.
La série suit le quotidien de six de ces jeunes espions.

## Distribution
- Liam Boyle (en) : Charlie Green[3]
- Lorraine Burroughs : Sarah Yates
- Ruta Gedmintas : Rachel
- Andrew Knott : Rob
- Georgia Moffett : Kylie
- Christopher Simpson (en) : Vik
- Heshima Thompson (en) : Jeremy « Jez » Cook
- Joanne Froggatt : Hannah (2 épisodes)

Version française
- Réalisée par Nice Fellow
- Adaptation des dialogues : Frédéric Espin et Julien Delaneuville

## Épisodes
| no | Titre                                | Réalisation    | Scénariste         | Première diffusion au RU |
| -- | ------------------------------------ | -------------- | ------------------ | ------------------------ |
| 1  | Section opérationnelle 19 Episode 1  | Mat Whitecross | Chris Chibnall     | 10 août 2008             |
| 2  | Dangereuses fréquentations Episode 2 | Mat Whitecross | Howard Overman     | 10 août 2008             |
| 3  | Prospect Towers Episode 3            | Brendan Maher  | Ben Schiffer       | 17 août 2008             |
| 4  | Le Fantôme Episode 4                 | Brendan Maher  | James Moran        | 24 août 2008             |
| 5  | Opération tirelire Episode 5         | Toby Haynes    | Cameron McAllister | 31 août 2008             |
| 6  | 48 h chrono Episode 6                | Toby Haynes    | Jack Lothian       | 7 septembre 2008         |